# Nabil Djalout
Pas d'image ? Cliquez ici

a Compétitions nationales et continentales officielles uniquement.

b Matchs officiels uniquement.
Dernière mise à jour le 29 septembre 2020.
Nabil Djalout, né le 28 mars 1989 à Perpignan, est un joueur international algérien de rugby à XV qui évolue au poste de centre au sein de l'effectif du Céret sportif.

## Biographie
Formé au XIII Catalan, il joue par la suite pour Pia, Lézignan et Palau avant de revenir à Saint-Estève XIII Catalan et d'effectuer des débuts en Super League avec les Dragons Catalans lors de la saison 2017. Il est sélectionné en équipe de France de rugby à XIII pour la Coupe du monde 2017.

### En équipe nationale
En 2018, il a été joueur de rugby à sept avec l'équipe d'Algérie, puis en 2020, il passe au rugby à XV avec comme objectif la qualification pour la coupe du monde 2023.
Il a honoré sa première cape internationale en équipe d'Algérie le 14 juillet 2021 contre l'équipe du Ghana lors de la Rugby Africa Cup à Kampala en Ouganda.
Le 19 mars 2022, il est convoqué pour un test-match contre la Côte d'Ivoire, à Toulouse en France. Le XV aux deux Lions s'impose sur le score de 37 à 13.
Il est rappelé à l'intersaison 2022 par la sélection algérienne afin de disputer la phase finale de la Coupe d'Afrique, faisant office de tournoi qualificatif de la zone Afrique pour la Coupe du monde 2023. Le 2 juillet 2022, il entre en jeu contre le Sénégal pour le premier match des phases finales de la Coupe d'Afrique, victoire 35 à 12. Il est titulaire lors de la demi-finale contre le Kenya le 6 juillet 2022, défaite 36 à 33,,, et le 10 juillet contre le Zimbabwe pour le match pour la troisième place, victoire 20 à 12,.
Pour sa première participation à la Coupe d'Afrique, l'Algérie termine troisième.
Le 3 février 2024, il est de nouveau convoqué contre l'équipe du Sénégal, lors d'un test-match en France, victoire des Algériens 26 à 12.

## Statistiques

### En club
| Saison    | Club                      | Compétition           | Matchs | Points | Essais | Goals | Drops |
| --------- | ------------------------- | --------------------- | ------ | ------ | ------ | ----- | ----- |
| 2007-2008 | Saint-Estève XIII Catalan | Championnat de France | 9      | 8      | 2      | -     | -     |
| 2008-2009 | Pia                       | Championnat de France | 10     | 20     | 5      | -     | -     |
| 2009-2010 | Pia                       | Championnat de France | 13     | 24     | 6      | -     | -     |
| 2010-2011 | Pia                       | Championnat de France | 11     | 34     | 7      | 3     | -     |
| 2011-2012 | Pia                       | Championnat de France | 4      | -      | -      | -     | -     |
| 2012-2013 | Lézignan                  | Championnat de France | 3      | 4      | 1      | -     | -     |
| 2013-2014 | Palau-del-Vidre           | Championnat de France | 2      | 4      | 1      | -     | -     |
| 2015-2016 | Saint-Estève XIII Catalan | Championnat de France | 5      | 24     | 1      | -     | -     |
| 2016-2017 | Saint-Estève XIII Catalan | Championnat de France | 14     | 20     | 5      | -     | -     |
| 2016-2017 | Dragons Catalans          | Super League          | 1      | -      | -      | -     | -     |
| 2017-2018 | Sheffield Eagles          | Championship          | 5      | -      | -      | -     | -     |
| 2018-2019 | Carcassonne               | Championnat de France | 4      | 8      | 2      | -     | -     |
| 2019-2020 | Carcassonne               | Championnat de France | 7      | 8      | 2      | -     | -     |
| 2020-2021 | Palau-del-Vidre           | Championnat de France | 1      | -      | -      | -     | -     |

### En équipe nationale
- International algérien : 7 sélections depuis 2021.
- Sélections par année : 2 en 2021[14],[15], 4 en 2022 et 1 en 2024.

## Palmarès

### En club
- - Vainqueur de la Coupe de France : 2016 (Saint-Estève XIII Catalan) et 2019 (Carcassonne).
  - Finaliste du Championnat de France : 2010, 2012 (Pia) et 2019 (Carcassonne).
  - Finaliste de la Coupe de France : 2011 et 2012 (Pia).